# Chartres
Chartres és un municipi francès, capital del departament d'Eure i Loir i a la regió del Centre - Vall del Loira. L'any 1999 tenia 40.361 habitants.
Situat vora el riu Eure, és un mercat agrícola i nucli industrial.
La seva prestigiosa catedral gòtica és destí de famosos pelerinatges.

## Fills il·lustres
- Joseph Tacet (1732-1801), músic, flautista i compositor.

## Història
L'antiga colònia de Chartres va ser incendiada pels normands en l'any 858 després de Crist. Va passar a pertànyer a la Corona francesa en 1286. En 1594 Enric IV va ser coronat rei de França en Chartres.

## Demografia
Població (1999), 40.361 habitants.
| 1962             | 1968   | 1975   | 1982   | 1990   | 1999   |
| ---------------- | ------ | ------ | ------ | ------ | ------ |
| 31 495           | 34 469 | 38 928 | 37 119 | 39 595 | 40 361 |
| A partir de 1962 |        |        |        |        |        |

## Economia
Chartres és un centre agrícola i fabril en el qual es produeix principalment maquinària, material electrònic, fertilitzants i articles de cuir. Chartres està formada per una ciutat alta de molt caràcter, que té la catedral per centre, i altra baixa unides ambdues per carrers lleugerament escarpats.
El 1976 la companyia catalana de perfumeria i moda Puig va construir a la localitat una fàbrica de producció de perfum.

## Patrimoni
El punt més elevat de la ciutat està coronat per la catedral de Chartres (segles xii i xiii), joia de l'art de tots els temps i en particular del gòtic francès. Més famosa que cap altra catedral per la bellesa i puresa del conjunt, les seues singulars torres, les grandioses façanes, amb escultures magistrals, les magnífiques vidrieres del segle xiii, que donen a l'interior de la catedral una lluminositat misteriosa; declarada Patrimoni de la Humanitat per la UNESCO en 1979.

## Llocs d'interès
- Catedral de Chartres, segle xiii
- Església de Saint-André, segle xii, romànica
- Església de Saint-Pierre, segles XII-XIII
- Església de Saint-Aignan, segles XVI-XVII

## Galeria d'imatges

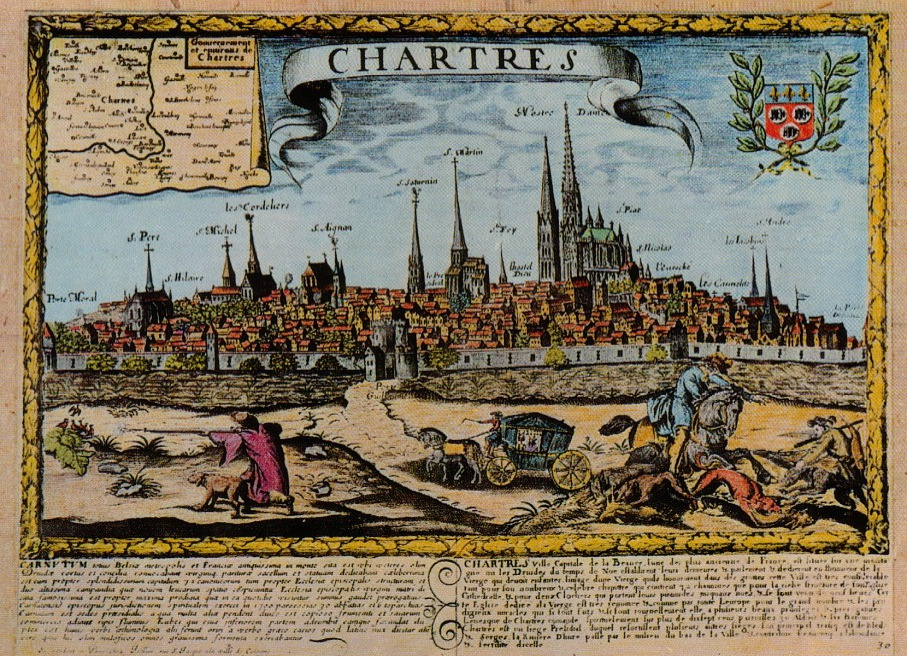
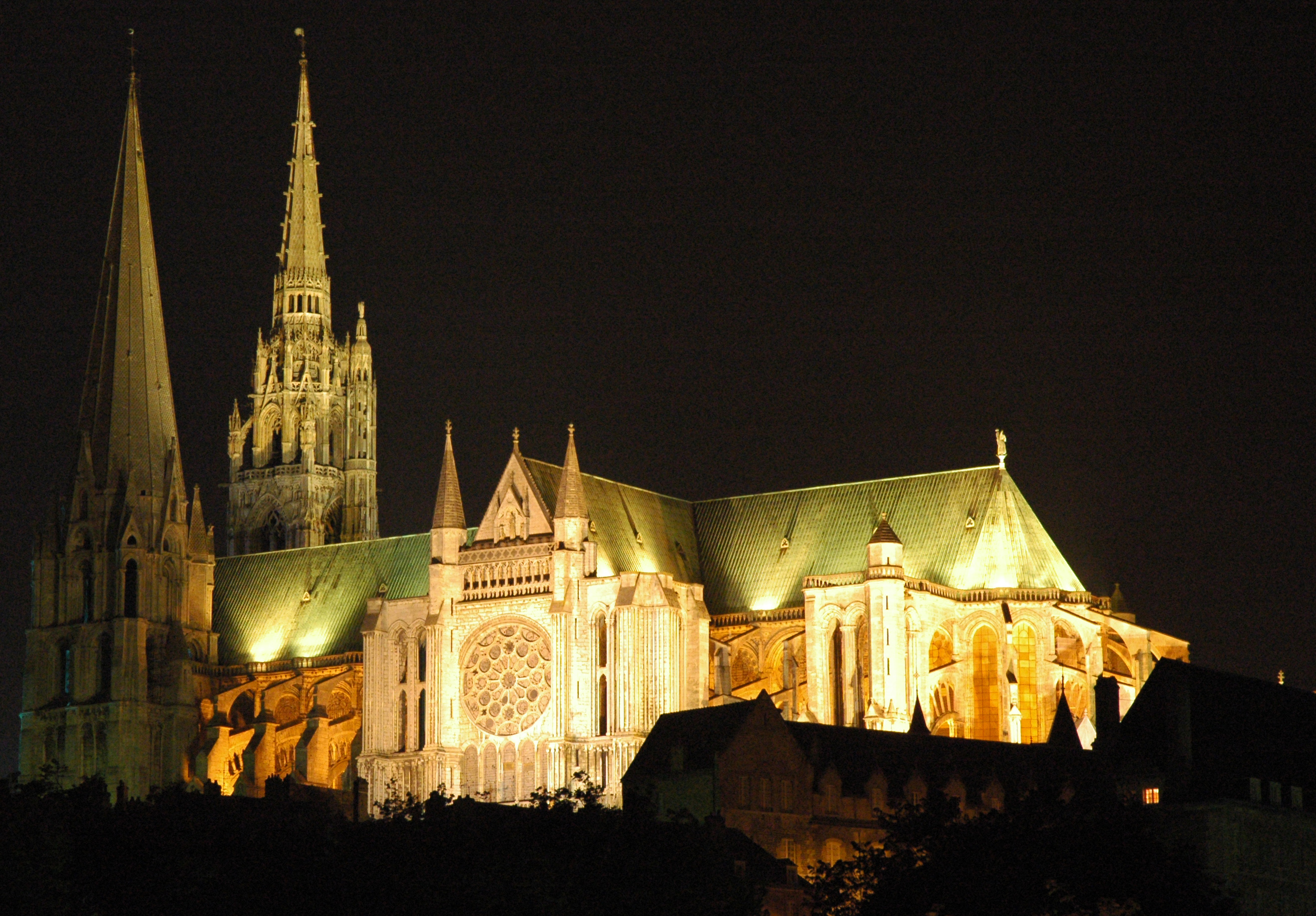
Catedral de Chartres
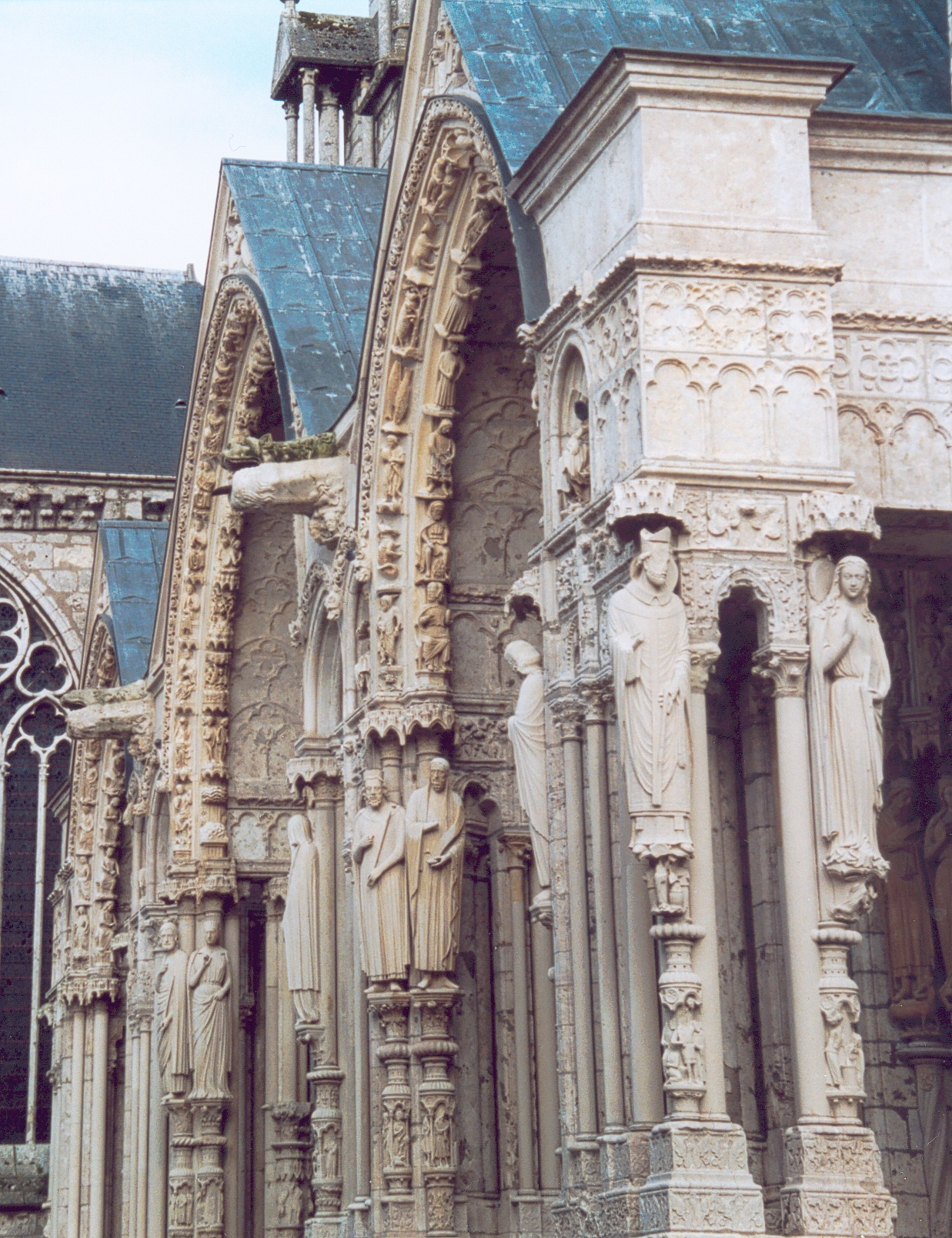
Els Apòstols i les Santes Escultures de Chartres
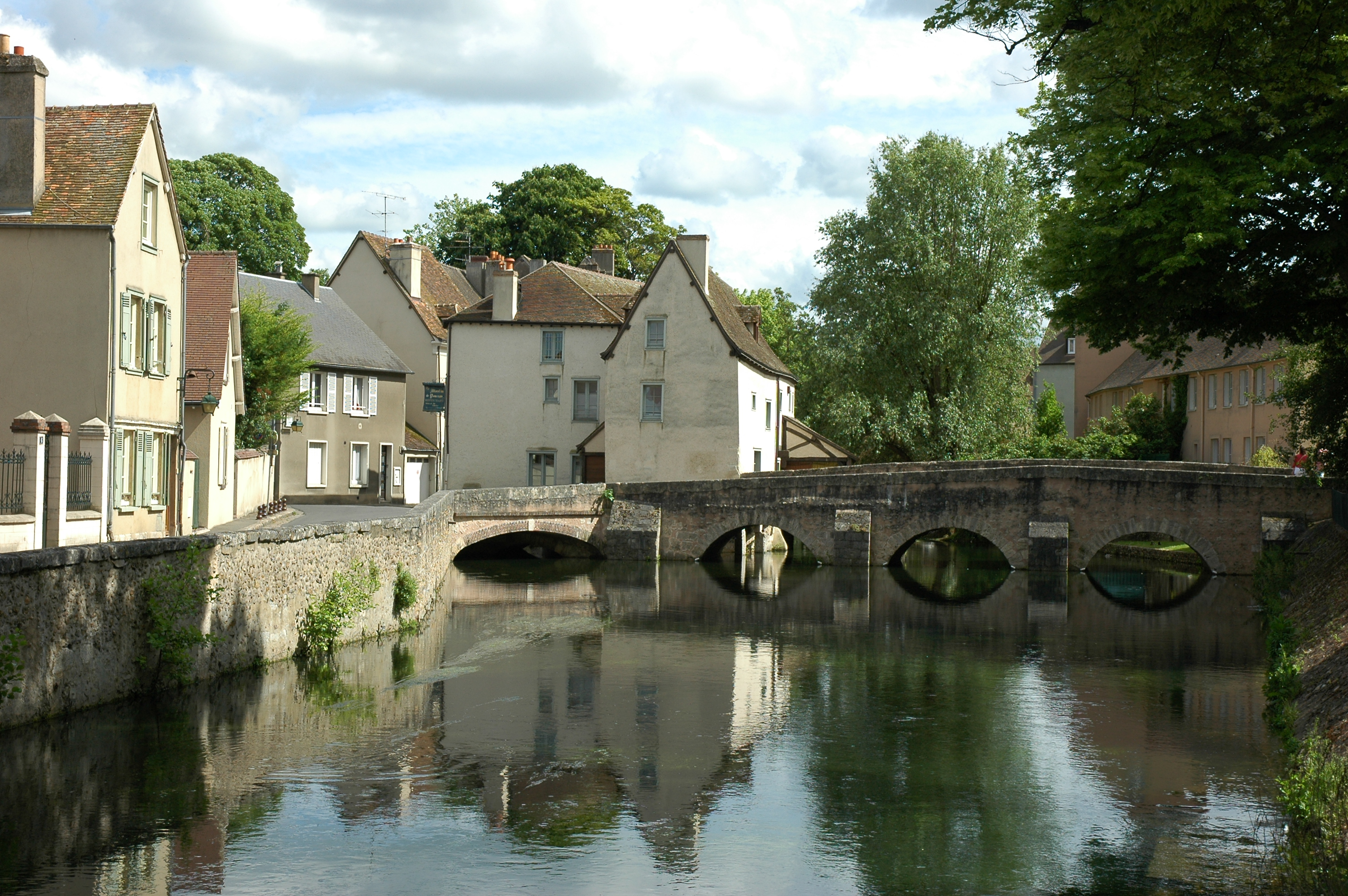
La Ciutat Vella - El Riu Eure
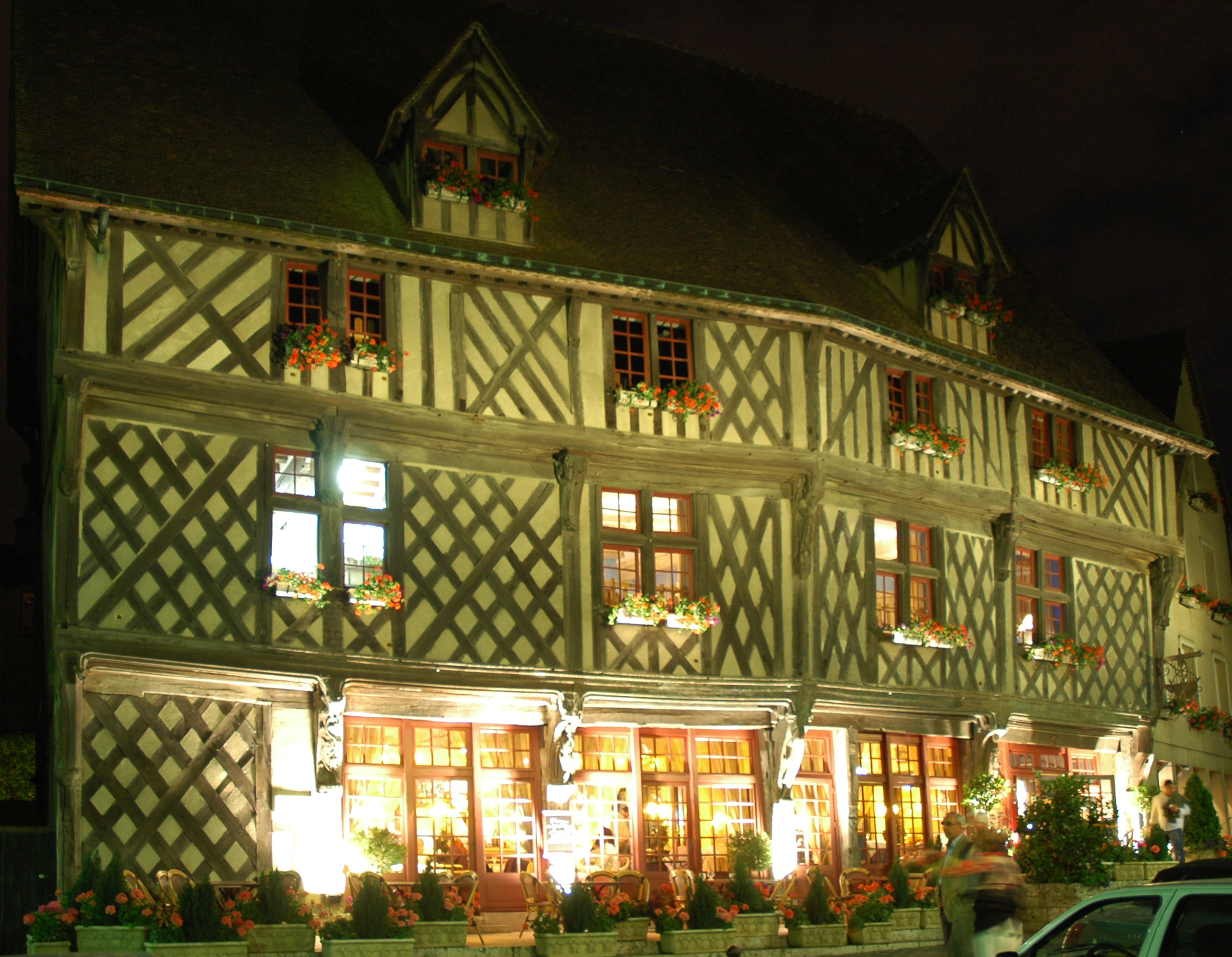
Casa amb entramat de fusta
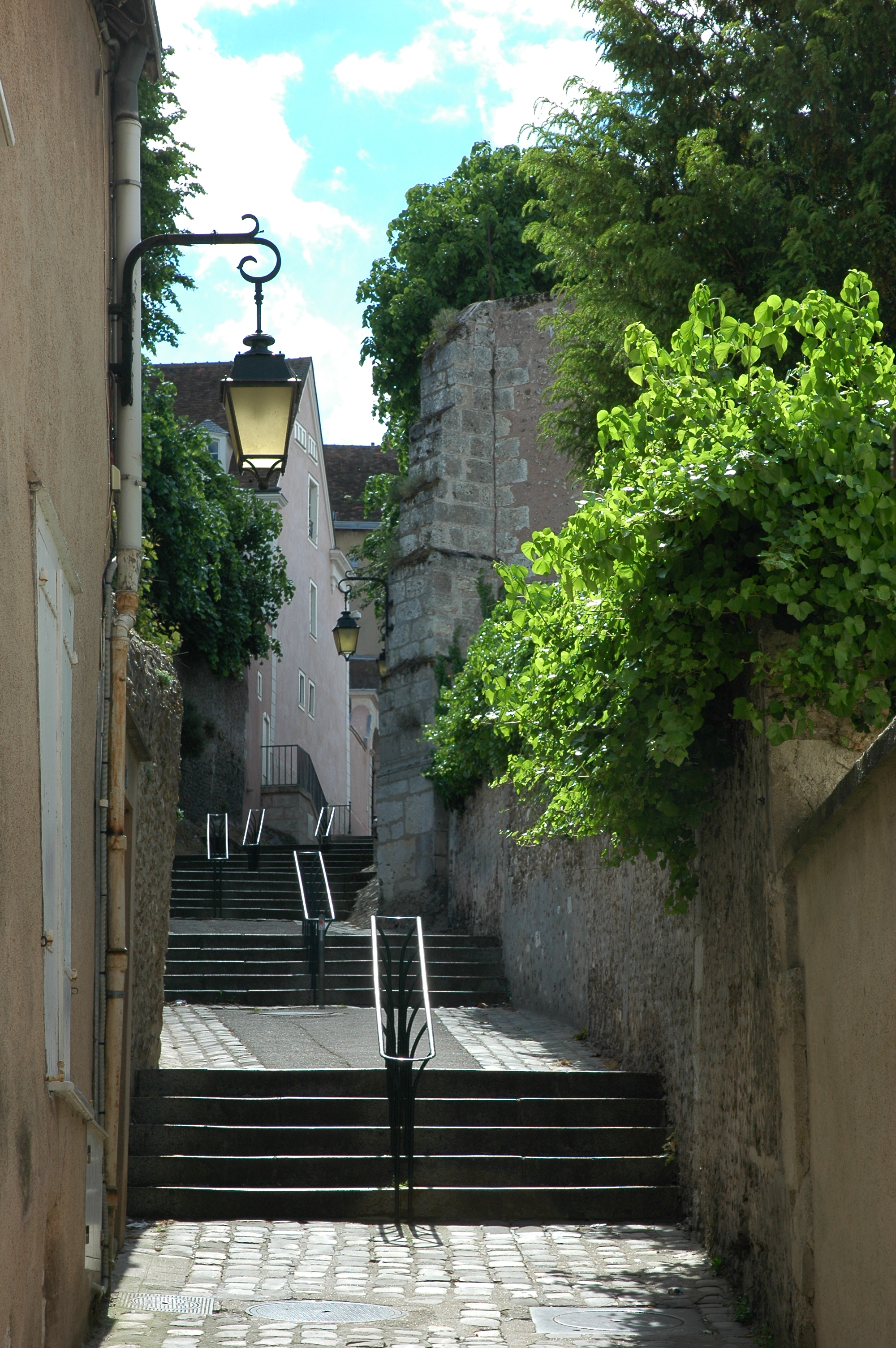
Colina de St. François
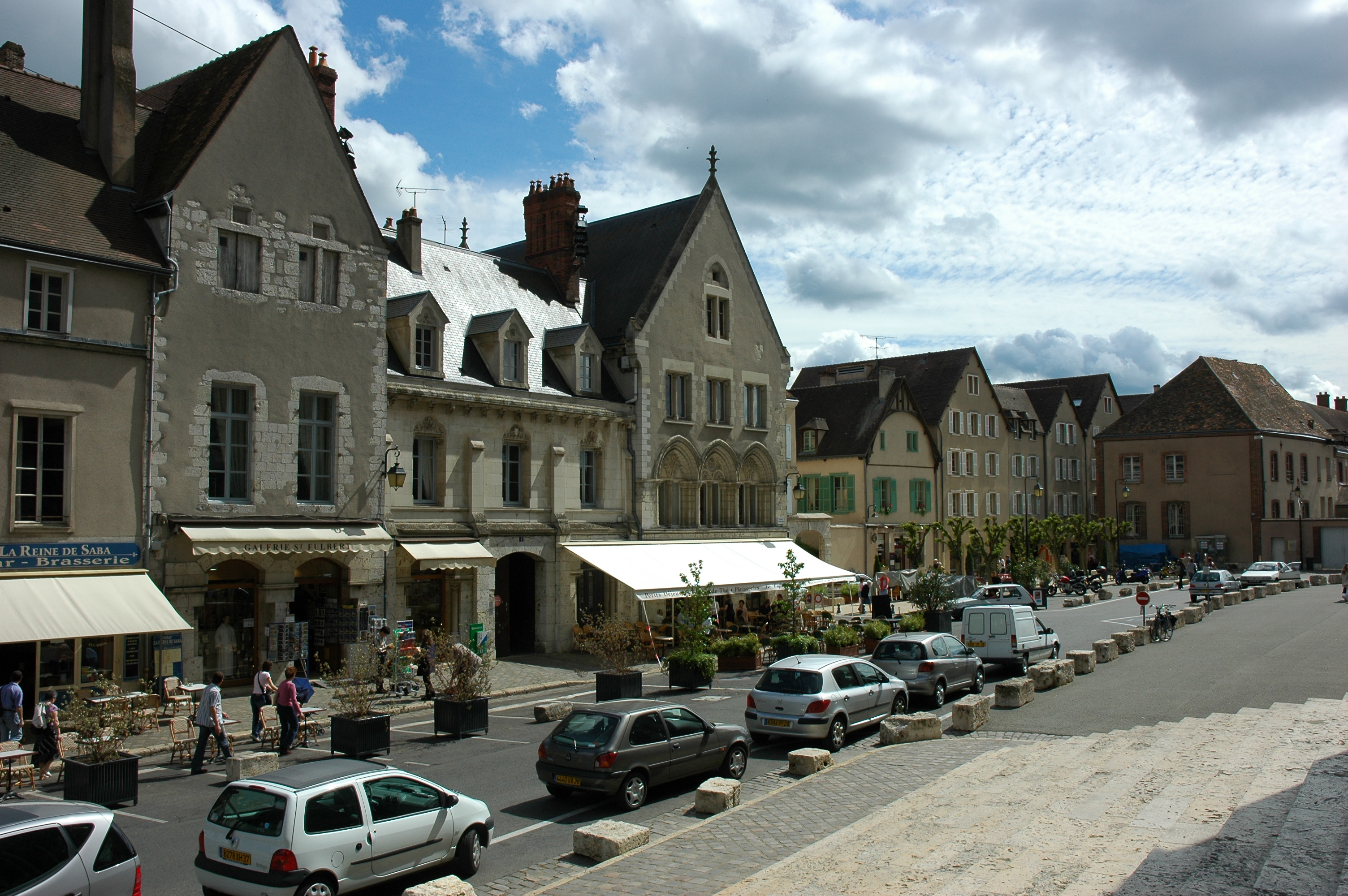
Vista sud de la catedral